# 利斯戈 (紐約州)
利斯戈（英語：Lithgow）是位於美國紐約州達奇斯縣的非建制地區。

## 歷史
利斯戈的郵局於1827年設立，其後於1903年停運。

## 地理
利斯戈所處的海拔為高於海平面251米（即856英呎），而該地所採用的時區為UTC-5，即北美东部时区（EST）。同時該地設有夏令時間，為UTC-5調快一小時，即UTC-4（EDT）。